# نامه‌گاتا، ایباراکی
نامه‌گاتا در استان ایباراکی در کشور ژاپن واقع شده‌است که دارای جمعیت ۳۹٬۱۱۷ نفر و مساحت ۱۶۶٫۳۳ کیلومتر مربع با تراکم جمعیت ۲۳۵ نفر در کیلومترمربع است و در تاریخ ۲ سپتامبر ۲۰۰۵ به عنوان شهر شناخته شد.